# Selenicereus testudo
Selenicereus testudo (Karw. ex Zucc.) Buxb., és una espècie fanerògama que pertany a la família de les Cactaceae.

## Distribució
És endèmica de Colòmbia, Belize, Costa Rica, Guatemala, Hondures, Nicaragua, i Mèxic. És una espècie comuna en àrees localitzades.

## Descripció
És una planta perenne carnosa angulada amb les tiges armats d'espines, de color verd i amb les flors de color blanc.

## Sinonímia
- Cereus testudo
- Deamia testudo
- Deamia diabolica